# Bugatti Type 2
Pour les articles homonymes, voir Bugatti (homonymie) et 2.
La Bugatti Type 2 ou Bugatti & Gulinelli Type 2 est la première voiture de sport historique du constructeur automobile Ettore Bugatti, produite à quelques exemplaires entre 1900 et 1903.

## Histoire
Après avoir tenté l'Académie des beaux-arts de Brera de Milan (d'où est originaire sa famille d'artiste) Ettore Bugatti commence sa carrière de pilote-fabricant de voiture de sport en 1898, à l'âge de 17 ans, chez le fabricant de vélo italien Prinetti & Stucchi (en) de Milan,. Il y conçoit son premier tricycle motorisé Bugatti Type 1, propulsé par 2 moteurs couplés aux deux roues arrière de 2 x 4 ch, avec lequel il remporte lui même entre autres la course automobile de Brescia de 1899 (à 100 km à l'est de Milan, là où aura lieu le premier Grand Prix automobile d'Italie 1921, qui donnera son nom à ses Bugatti Brescia 4 cylindres 16 soupapes de 1919).
Il rencontre les frères Gulinelli de Ferrare en 1900, avec qui il fonde la société Bugatti & Gulinelli (de) à Milan, pour concevoir et fabriquer cette première Bugatti Type 2, avec châssis léger de 640 kg, et moteur 4 cylindres en ligne 8 soupapes OHV de 3 litres de cylindrée, pour 12 ch et environ 65 km/h de vitesse de pointe (une des voitures les plus performantes de l'époque), refroidi par eau par radiateur à tubes à ailettes, avec transmission par chaîne, et boîte de vitesses 4 rapports. Il l'a présente avec succès au salon automobile de Milan 1901.

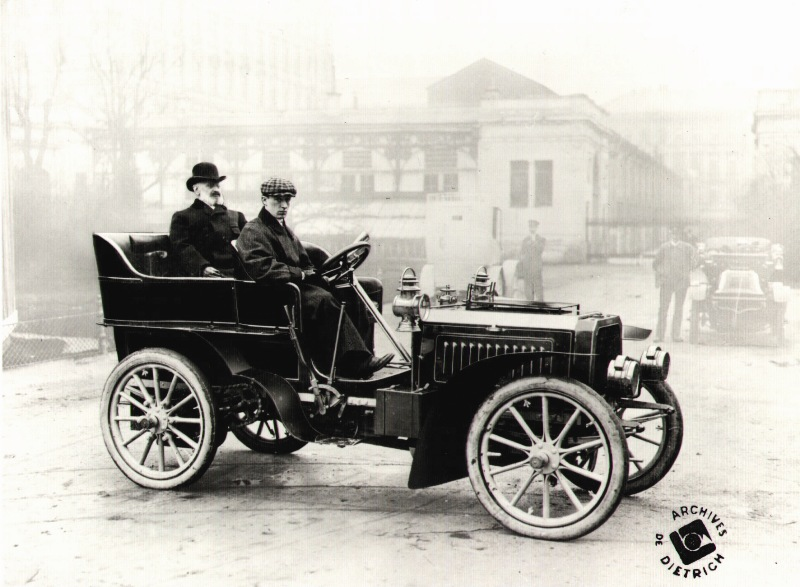
De Dietrich-Bugatti Type 3 (1902).
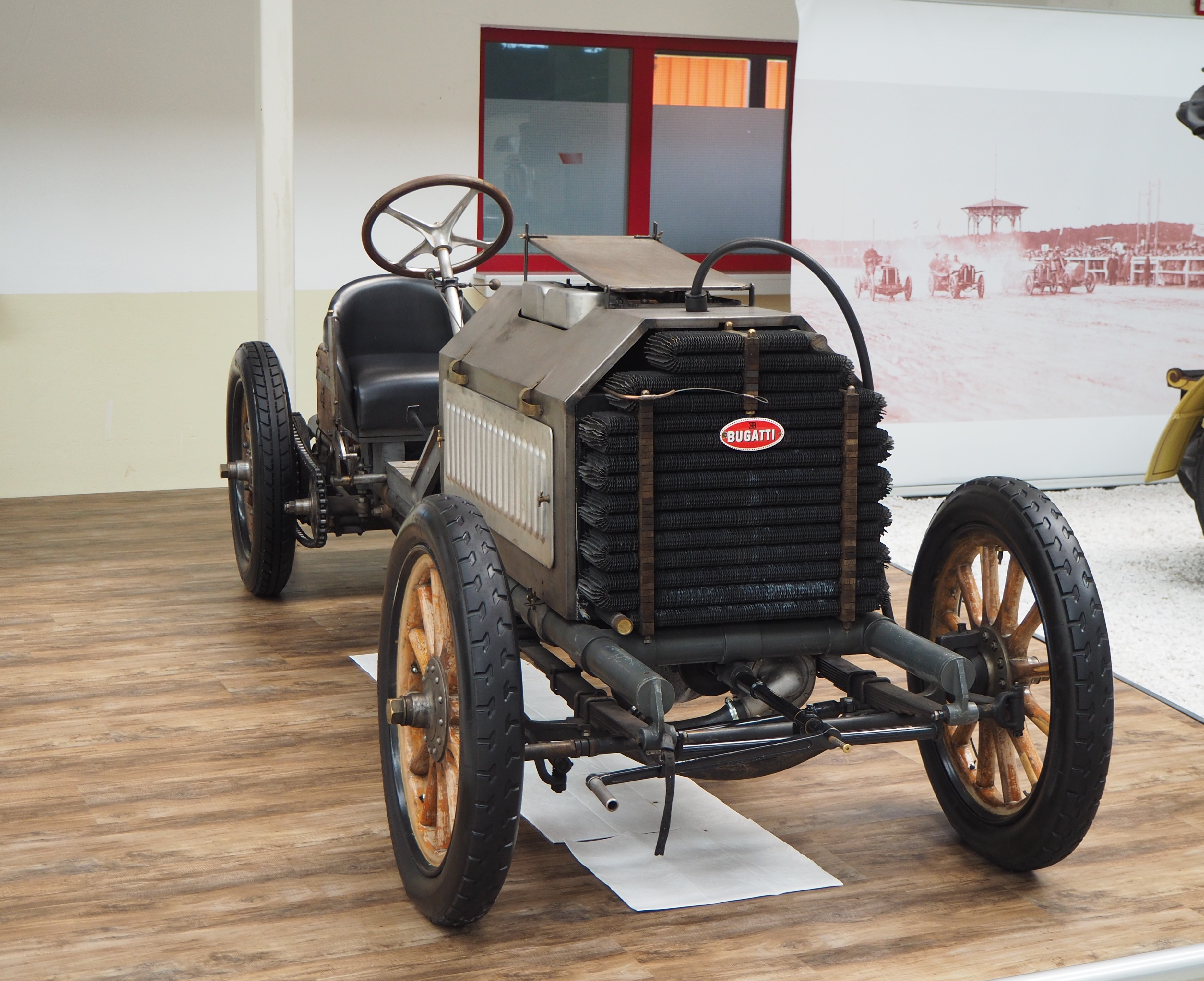
De Dietrich-Bugatti Type 5 (1903).
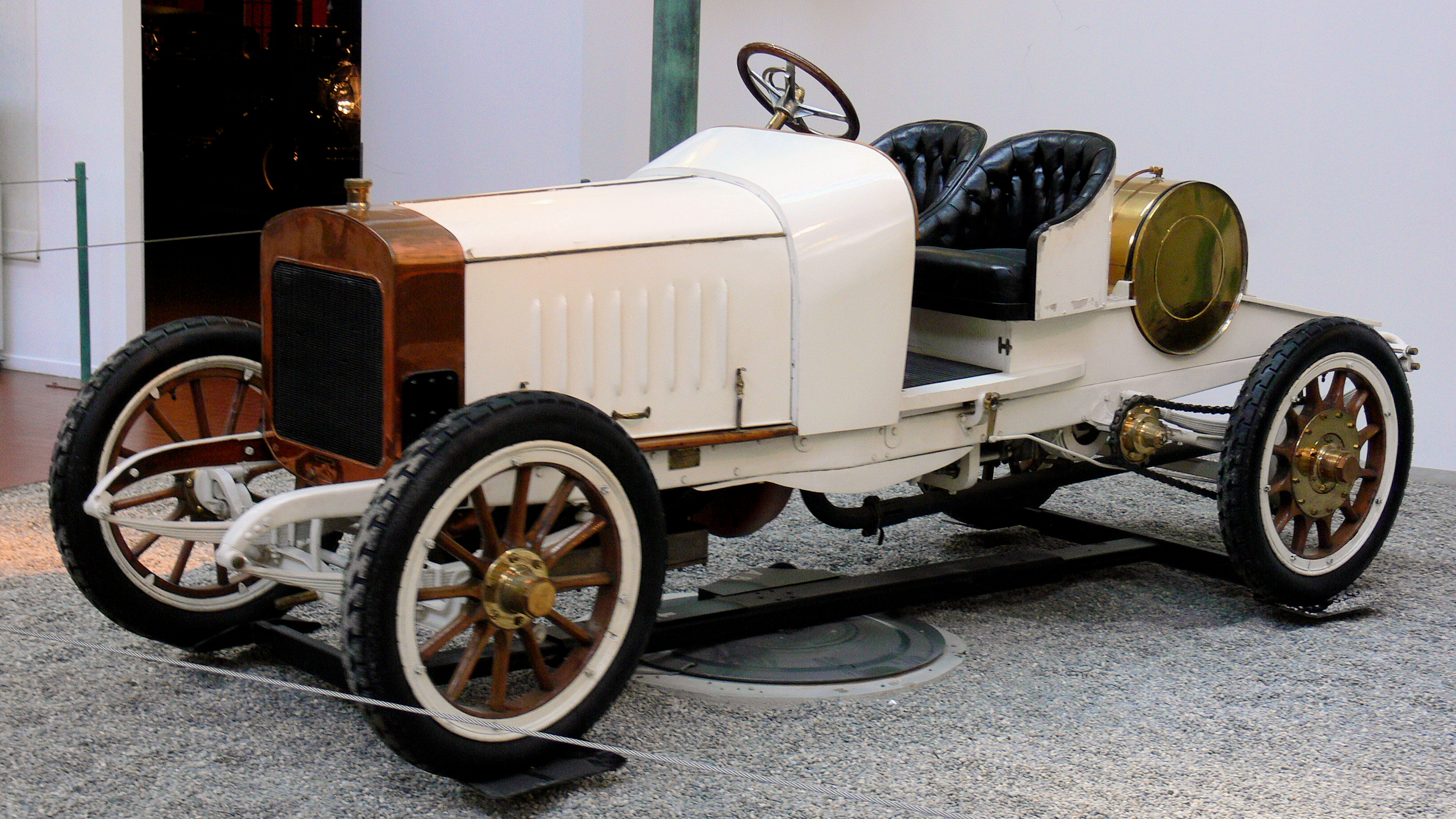
Mathis Hermès Simplex (Bugatti Type 6 et 7) 1904.

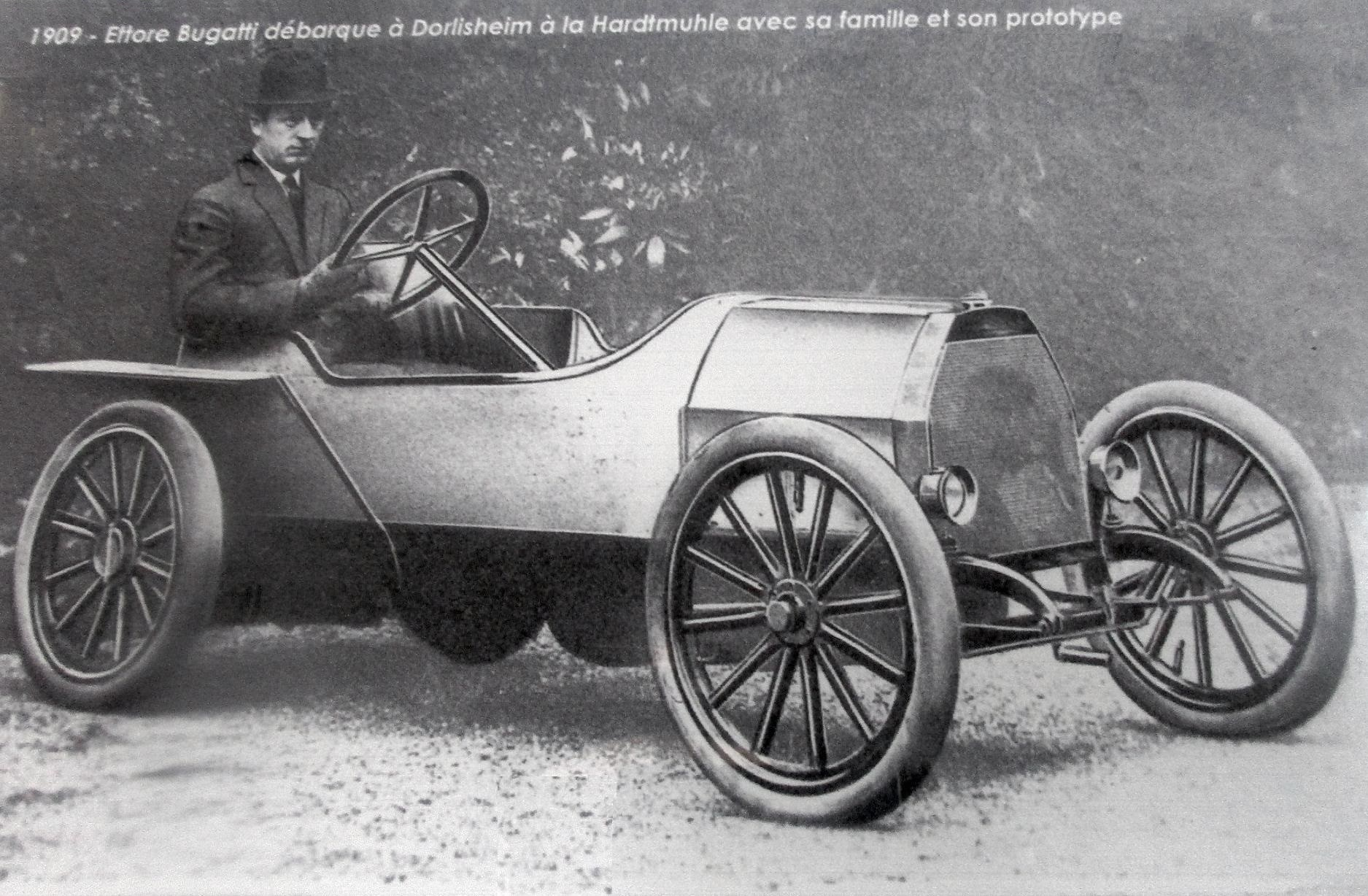
Ettore Bugatti et sa Bugatti Type 10 à Molsheim en 1907.

La production de quelques premiers exemplaires est arrêtée à la suite de la disparition d'un des frères Gulinelli. Ettore Bugatti s'associe alors en 1902 avec Eugène-Dominique de Dietrich (famille de Dietrich de l'industrie Lorraine-Dietrich-De Dietrich de Niederbronn-les-Bains à 50 km au nord de Strasbourg en Alsace), et Amédée Bollée et Émile Mathis pour fabriquer des De Dietrich-Bugatti Type 3, 4 et 5. Il poursuit en 1905 avec Mathis d'Émile Mathis la fabrication des Mathis Hermès Simplex (Bugatti Type 6 et 7), puis des Bugatti Type 8 et 9 chez Deutz AG avec Nikolaus Otto et Gustav Otto, avant de fonder sa propre industrie Bugatti et usine Bugatti de Molsheim en 1909, pour fabriquer sa Bugatti Type 10 et modèles suivants...

## Quelques concurrentes de l'époque
Benz Velo et Ideal (1894), Delahaye type 1 (1895), Panhard & Levassor Type A (1896), Ford Quadricycle (1896), Daimler Phoenix (1897), Renault Type A-B-C-D (1898), Lohner-Porsche Semper Vivus (1899), Fiat 3½ HP et 6 HP (1899), Mercedes 35 CV et Simplex (1900), Peugeot Type 33 et 36 (1901), De Dion-Bouton K1 (1902), Ford A (1903), Rolls-Royce 10 HP (1904)...